# فرماندهی دفاع هوافضای آمریکای شمالی
فرماندهی دفاع هوافضای آمریکای شمالی (اختصاری نوراد) (به انگلیسی: NORAD: North American Aerospace Defense Command) پیش از مارس ۱۹۸۶ فرماندهی دفاع هوایی آمریکای شمالی (به انگلیسی: North American Air Defence Command) یک نهاد نظامی مشترک میان ایالات متحده آمریکا و کانادا است که وظیفهٔ حفظ یکپارچگی، هشداردهی و دفاع از آسمان آمریکای شمالی را دارد.

## تاریخ
اولین قدم‌ها برای ایجاد نوراد، در ۱۸ اوت ۱۹۴۰، توسط فرانکلین روزولت رئیس‌جمهور وقت ایالات متحده و مکنزی کینگ نخست‌وزیر کانادا انجام گرفت. این دو در آن روز برای اولین بار به ایجاد یک نیروی رزمی مشترک میان کانادا و ایالات متحده در بیانیه‌ای تأکید کردند. در همین روز هیئت دفاع مشترک برای بررسی و کمک به ایجاد این نیرو تشکیل شد. این بیانیه به بیانیه اودنزبورگ معروف است.
با آغاز جنگ سرد در سال‌های پایانی دههٔ ۴۰ میلادی، ایجاد یک سیستم دفاعی در برابر هواپیماهای با برد بلند شوروی به یکی از نکات حیاتی دفاعی آمریکا مبدل شد. در سال ۱۹۴۷ اولین سازمانی که سنگ بنای نوراد امروزی است در نیروی هوایی ایالات متحده تشکیل شد. این سازمان به فرماندهی دفاع هوایی معروف بود و تا سال ۱۹۵۴ وظیفهٔ اصلی دفاع از آسمان آمریکا را بر عهده داشت. در این سال توانایی شوروی برای حمله به آمریکا بیشتر مورد توجه قرار گرفت. برای پاسخ‌گویی به این تهدیدها، یک نیروی مشترک از نیروی زمینی، هوایی و دریایی تشکیل شد که فرماندهی دفاع هوایی قاره‌ای (کوناد) نام گرفت.
در کنار این وقایع، همکاری‌های نظامی آمریکا و کانادا ادامه داشت. در دههٔ ۵۰ تعدادی از فرماندهان نیروی هوایی آمریکا به این نتیجه رسیدند که با ایجاد یک سازمان نظامی مشترک با کانادا این همکاری‌ها را می‌توان منسجم‌تر پیگیری کرد. در سال ۱۹۵۷ بیشتر قراردادها امضا برای ایجاد این نیروی مشترک به امضای مقامات بلندپایه دو کشور رسیده‌بود، در ۱۲ سپتامبر همان سال محل فرماندهی دفاع هوافضای آمریکای شمالی کلرادو اسپرینگز انتخاب شد و فرماندهی آمریکایی به فرماندهٔ کوناد، ژنرال ارل پارتریج رسید، در کانادا ایرمارشال روی اسلمون فرمانده نوراد شد. در سال ۱۹۵۸ دو کشور قرار دفاع هوایی دو طرفه را امضا کردند که به قرارداد نوراد معروف است.